# Шмини Ацерет
Шмини́ Аце́рет (ивр. שְּׁמִינִי עֲצֶרֶת‎, ашкеназ. шми́ни аце́рес, буквально — «восьмой [день] — праздничное собрание») — восьмой, завершающий день еврейского праздника Суккот (в синодальном переводе Библии — «праздник кущей», см. Лев. 23:33—36). Празднуется 22-го числа месяца тишрей (в григорианском календаре эта дата приходится на конец сентября — начало октября).
Согласно еврейской традиции (Талмуд, Рош ха-Шана, 4 б), Шмини Ацерет является не частью Суккот, но отдельным праздником. В этот день уже нет обязанности выполнять заповеди праздника Суккот — сидение в сукке и потрясание лулава (хотя в большинстве общин диаспоры праздничную трапезу проводят всё-таки в сукке).
Начиная с молитвы мусаф в Шмини Ацерет в еврейские молитвы вставляется упоминание о ветре и дожде, которое продолжается до Песаха. В этот день также читают поминальную молитву «Изкор».
В еврейской диаспоре на следующий день после Шмини Ацерет празднуется Симхат Тора. В Израиле, а также в реформистском иудаизме эти праздники объединены в один, для которого используются оба эти названия. В этом случае в Шмини Ацерет исполняются все ритуалы Симхат Тора — гакафот и завершение годового цикла чтения Торы.